# Doreen Denny
Doreen Denny é uma ex-patinadora artística e ex-treinadora britânica. Denny competiu na dança no gelo. Ela conquistou com Courtney Jones duas medalhas de ouro em campeonatos mundiais, e três medalhas de ouro em campeonatos europeus, e foram campeões três vezes do campeonato nacional britânico.
Após sua aposentadoria das competições, ela se tornou treinadora. Ela treinou na Broadmoor Skating Club e entre seus alunos estavam Colleen O'Connor e Jim Millns.

## Principais resultados

### Com Courtney Jones
| Resultados                                            | Resultados      | Resultados      | Resultados      | Resultados    | Resultados    | Resultados    | Resultados    | Resultados    | Resultados    | Resultados    | Resultados    | Resultados    | Resultados    | Resultados    | Resultados    | Resultados    |
| Internacional                                         | Internacional   | Internacional   | Internacional   | Internacional | Internacional | Internacional | Internacional | Internacional | Internacional | Internacional | Internacional | Internacional | Internacional | Internacional | Internacional | Internacional |
| Evento/Temporada                                      | 1958– 1959      | 1959– 1960      | 1960– 1961      |               |               |               |               |               |               |               |               |               |               |               |               |               |
| ----------------------------------------------------- | --------------- | --------------- | --------------- | ------------- | ------------- | ------------- | ------------- | ------------- | ------------- | ------------- | ------------- | ------------- | ------------- | ------------- | ------------- | ------------- |
| Campeonato Mundial                                    | Medalha de ouro | Medalha de ouro |                 |               |               |               |               |               |               |               |               |               |               |               |               |               |
| Campeonato Europeu                                    | Medalha de ouro | Medalha de ouro | Medalha de ouro |               |               |               |               |               |               |               |               |               |               |               |               |               |
| Nacional                                              |                 |                 |                 |               |               |               |               |               |               |               |               |               |               |               |               |               |
| Campeonato Britânico                                  | Medalha de ouro | Medalha de ouro | Medalha de ouro |               |               |               |               |               |               |               |               |               |               |               |               |               |
|                                                       |                 |                 |                 |               |               |               |               |               |               |               |               |               |               |               |               |               |
| Legenda: Competição não foi disputada nesta temporada |                 |                 |                 |               |               |               |               |               |               |               |               |               |               |               |               |               |